# Caméléon (ElGrandeToto)
Caméléon è il primo album in studio del rapper marocchino ElGrandeToto, pubblicato il 5 marzo 2021 dalla BNJ.

## Tracce
1. Intro di Haj Bellaïd
2. A.D.H.D
3. Mikasa
4. Ailleurs feat. Lefa
5. La paille feat. Farid Bang
6. Halla halla
7. OuDiriHakka
8. Tango
9. Thezz feat. Small-X
10. Santa Fe
11. Étranger feat. Damso
12. WAH feat. 3robi
13. ALOHA!
14. Obscurité feat. Hamza
15. Mghayer
16. C.V.D.I.
17. Bent Nass